# Google Переводчик
Google Переводчик (англ. Google Translate) — веб-служба компании Google, предназначенная для автоматического перевода части текста или веб-страницы на другой язык. Для некоторых языков пользователям предлагаются варианты переводов, например, для технических терминов, которые должны быть в будущем включены в обновления системы перевода.
В отличие от других сервисов перевода, таких как Babel Fish и AOL, которые используют технологию SYSTRAN, Google использует собственное программное обеспечение. Предполагается, что компания использует самообучаемый алгоритм машинного перевода. В марте 2017 года Google полностью перевела движок перевода на нейросети для более качественного перевода. Является одним из самых скачиваемых приложений в мире, в марте 2021 года количество скачиваний переводчика достигло отметки в 1 млрд.

## Возможности
Сервис Google переводчика включает в себя также перевод всей веб-страницы и одновременный поиск информации с переводом на другой язык. Для веб-дизайнеров сотрудниками компании был разработан скрипт, который позволяет организовать перевод сайта на все доступные языки.
Google Переводчик, как и другие инструменты автоматического перевода, имеет свои ограничения. Этот инструмент может помочь читателю понять общий смысл содержания текста на иностранном языке, он не предоставляет точных переводов. Постоянно ведётся работа над качеством перевода, разрабатываются переводы на другие языки.
По состоянию на август 2025 года в переводчике доступны 249 языков, список которых постоянно дополняется.
1. абхазский
2. авадхи
3. аварский
4. азербайджанский
5. аймара
6. албанский
7. алур[англ.]
8. амхарский
9. английский
10. арабский
11. армянский
12. ассамский
13. афарский
14. африкаанс
15. ачехский
16. ачоли
17. балийский
18. бамбара
19. баскский
20. бауле[англ.]
21. башкирский
22. белорусский
23. белуджский
24. бемба
25. бенгальский
26. бетави
27. бикольский
28. бирманский
29. болгарский
30. боснийский
31. бретонский
32. бурятский
33. бходжпури
34. валлийский
35. варайский
36. венгерский
37. венда
38. венетский
39. волоф
40. вьетнамский
41. га
42. гавайский
43. гаитянский креольский
44. галисийский
45. гренландский
46. греческий
47. грузинский
48. гуарани
49. гуджарати
50. дари
51. датский
52. дзонг-кэ
53. динка
54. догри
55. домбе[англ.]
56. дьюла
57. зулу
58. ибанский
59. иврит
60. игбо
61. идиш
62. илоканский
63. индонезийский
64. инуктитут (латиница)
65. инуктитут (слоговое письмо)
66. ирландский
67. исландский
68. испанский
69. итальянский
70. йоруба
71. казахский
72. каннада
73. кантонский
74. канури
75. капампанганский
76. каро[англ.]
77. каталанский
78. кекчи
79. кечуа
80. кига[англ.]
81. киконго
82. киньяруанда
83. киргизский
84. китайский (традиционный)
85. китайский (упрощённый)
86. китуба
87. кокборок
88. коми
89. конкани
90. корейский
91. корсиканский
92. коса
93. крио
94. крымскотатарский (кириллица)
95. крымскотатарский (латиница)
96. курдский (курманджи)
97. курдский (сорани)
98. кхаси
99. кхмерский
100. лаосский
101. латгальский
102. латинский
103. латышский
104. лигурский
105. лимбургский
106. лингала
107. литовский
108. ломбардский
109. луганда
110. луговомарийский
111. луо
112. люксембургский
113. маврикийский креольский
114. мадурский
115. майтхили
116. макасар
117. македонский
118. малагасийский
119. малайский
120. малайский (джави)
121. малаялам
122. мальдивский
123. мальтийский
124. мамский
125. маори
126. маратхи
127. марвади
128. маршалльский
129. мейтейлон (манипури)
130. мизо
131. минангкабау
132. монгольский
133. мэнский
134. ндау[англ.]
135. ндебеле (южный)
136. неварский
137. немецкий
138. непальский
139. нидерландский
140. нко
141. норвежский
142. нуэр
143. окситанский
144. ория
145. оромо
146. осетинский
147. пангасинанский
148. панджаби (гурмукхи)
149. панджаби (шахмукхи)
150. папьяменто
151. польский
152. португальский (Бразилия)
153. португальский (Португалия)
154. пушту
155. румынский
156. рунди
157. русский
158. самоанский
159. санго
160. санскрит
161. сантали (латиница)
162. сантали (ол-чики)
163. сапотекский
164. свати
165. себуанский
166. северносаамский
167. сейшельский креольский
168. сепеди
169. сербский
170. сесото
171. силезский
172. сималунгун[англ.]
173. сингальский
174. синдхи
175. сицилийский
176. словацкий
177. словенский
178. сомалийский
179. суахили
180. сунданский
181. сусу
182. таджикский
183. таитянский
184. тайский
185. тамазигхтский
186. тамазигхтский (тифинаг)
187. тамильский
188. татарский
189. телугу
190. тетум
191. тибетский
192. тив
193. тигринья
194. тоба-батакский
195. ток-писин
196. тонганский
197. тсвана
198. тсонга
199. тувинский
200. тулу
201. тумбука
202. турецкий
203. туркменский
204. уастекский науатль
205. удмуртский
206. узбекский
207. уйгурский
208. украинский
209. урду
210. фарерский
211. фарси
212. фиджийский
213. филиппинский
214. финский
215. фон
216. французский
217. французский (Канада)
218. фризский
219. фриульский
220. фулани
221. хауса
222. хилигайнон
223. хинди
224. хмонг
225. хорватский
226. хунсрюкский
227. цзинпо
228. цыганский
229. чаморро
230. чви
231. чева
232. чеченский
233. чешский
234. чилуба
235. чинский
236. чувашский
237. чуукский
238. шанский
239. шведский
240. шона
241. шотландский (гэльский)
242. эве
243. эсперанто
244. эстонский
245. юкатекский
246. яванский
247. якутский
248. ямайский креольский
249. японский

В июне 2024 добавлено ещё 110 языков. Всего — 249 языков.
Дополнительное направление перевода — китайский традиционный, где ряд иероглифов имеет более сложное начертание.